# Hoorn (Hollande-Méridionale)
Pour les articles homonymes, voir Hoorn (homonymie).
Hoorn est un hameau et un quartier de la commune néerlandaise d'Alphen-sur-le-Rhin, dans la province de la Hollande-Méridionale. Hoorn est situé à l'ouest d'Alphen, le long du Vieux Rhin. De nos jours, le hameau s'est transformé en quartier, intégré à la ville d'Alphen.